# HB (motorfiets)
HB is een Brits historisch merk van motorfietsen.
De bedrijfsnaam was: Hill Brothers, Wolverhampton.
Hoewel het bedrijf al in 1914 was opgericht door de broers Walter, Tom en Roland Hill, begonnen ze pas in 1919 met de productie van motorfietsen, mogelijk omdat het Britse War Office de productie tijdens de Eerste Wereldoorlog verbood om materialen te sparen.
Het eerste model had een 2¾ pk 350cc-Blackburne-zijklepmotor en een tweeversnellingsbak die onder de trapperas zat. De versnellingsbak werd vanaf de krukas door een korte ketting aangedreven, maar vervolgens had het achterwiel riemaandrijving. De machine werd gestart door een kickstarter en kostte aanvankelijk 73 Pond, maar door de enorme inflatie indertijd was die in 1921 al gestegen tot 99 Pond. Vanaf 1921 werd volledige kettingaandrijving toegepast.
Hoewel de verkopen tegenvielen had men in 1922 het aanbod toch tot vijf modellen uitgebreid, intussen ook met 500cc-motorblokken. Dat leverde echter ook geen betere verkoopaantallen op en in 1923 werd de productie gestaakt.